# Gerards & Schreurs
Gerards & Schreurs uitgevers was een uitgeverij die in de jaren tachtig van de 20e eeuw naam maakte met een bijzonder literair fonds en opvallende vormgeving.
Gerards & Schreurs Uitgevers ontstond in 1985 toen Joep Schreurs (1952-1999) ging samenwerken met Piet Gerards, die actief was als grafisch ontwerper en al enkele boeken had uitgebracht onder de naam ‘Gerards, uitgever te Maastricht’. Ze wilden werk van belangrijke auteurs dat om uiteenlopende redenen nog niet in druk was verschenen, gaan uitbrengen in goed verzorgde boeken. 
Hun eerste uitgave was eind 1985 Van twee kwadraten, een sprookje waarin El Lissitzky literatuur, architectuur, beeldende kunst en grafische vormgeving tot een eenheid maakt. Gerards & Schreurs verzorgden een facsimile-uitgave, voor de gelegenheid op de binnenzijde van de flap voorzien van een inleiding door El Lissitzky-kenner Jean Leering.
De in het begin nog in Berlijn woonachtige Schreurs gaf zijn vriend adviezen over uit te geven boeken en auteurs. Zo droeg hij Laatste brieven 1936-1938 van de Rus Osip Mandelstam aan, dat in 1986 verscheen als eerste deel van de door Gerards & Schreurs opgezette Fragmentenreeks. Adviezen kregen ze ook van enkele Leidse slavisten, onder wie Yolanda Bloemen en Jan Paul Hinrichs. In de Fragmentenreeks brachten ze vooral werk van en over eigenzinnige auteurs, als Daniil Charms, Oscar Wilde, Fernando Pessoa en Antonin Artaud. Ook binnenlandse auteurs werden gepubliceerd: Louis Paul Boon, Pierre Kemp, J.C. Bloem en Rutger Kopland.
Titels die in de reeks verschenen waren onder meer Van Gogh, de zelfmoordenaar door de maatschappij van Antonin Artaud, Hij was een zwarte en andere reportages van Louis Paul Boon, X kijkt in Y, over Pierre Kemp door Wiel Kusters en Oscar Wilde in Nederland door Johan Polak. 
Andere reeksen die Gerards & Schreurs opzetten, waren ‘Visum’, met werk van verbannen dichters, en ‘Typografica’, waarin zowel facsimiles van fraai uitgevoerde boeken als teksten over typografie verschenen. In de ‘Visumreeks’ kwamen onder meer uit Noordse dageraad van Aleksandr Poesjkin en De meisjes van Zanzibar, een bloemlezing uit het werk van in ballingschap levende Russische dichters. Een belangrijk werk in de reek ‘Typografica’ was Opstellen over typografie door Jan Tschichold, de man die het grote voorbeeld was van Piet Gerards. 
De boeken van Gerards & Schreurs vielen zowel wat inhoud als vormgeving betrof bij lezers en recensenten in de smaak. Hun streven om goed verzorgde boeken uit te geven kreeg ook erkenning, want drie door hen uitgebrachte boeken behoorden achtereenvolgens in 1986, 1988 en 1990 tot de door de Stichting Collectieve Propaganda van het Nederlandse Boek uitgeroepen Best Verzorgde Boeken. In 1986 was dat Laatste brieven 1936-1938 van Osip Mandelstam, in 1988 de bloemlezing De meisjes van Zanzibar en in 1990 het door Toke van Helmond en J.J. Oversteegen geschreven Voor Arthur Lehning, dat als liber amicorum verscheen ter gelegenheid van de negentigste verjaardag van Lehning. 
Hoewel Gerards & Schreurs door de jaren heen wat zakelijker werden – nadat Schreurs zich in 1987 in Amsterdam had gevestigd, bezocht hij daar de boekhandels met hun uitgaven – ging het commercieel gezien niet zo goed met de uitgeverij. De vrienden gaven iets uit omdat ze het mooi of belangrijk vonden en dachten pas daarna aan de verkoopmogelijkheden. Ze deden wel een poging om hun werk te professionaliseren, maar slaagden uiteindelijk niet. De slaviste Yolanda Bloemen uit Leiden, met wie ze al langer contact hadden, nam de uitgeverij over en zette ze voort onder de naam Plantage-Gerards&Schreurs. Het liber amoricum voor Arthur Lehning was hun laatste uitgave.